# Perdicula erythrorhyncha
La perdicilla piquirroja (Perdicula erythrorhyncha) es una especie de ave galliforme de la familia Phasianidae endémica de la India, que vive en los bosques montañosos.

## Descripción

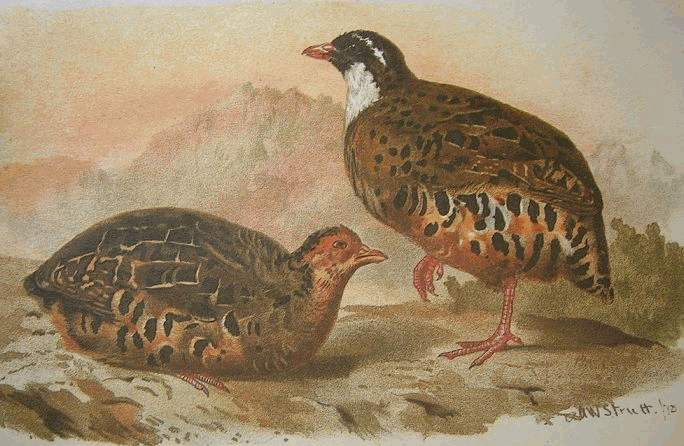
Ilustración de la subespecie nominal.

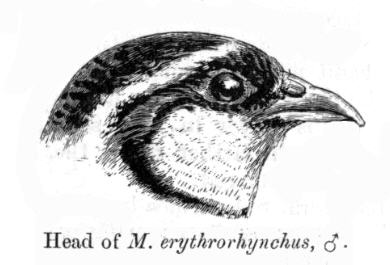
Cabeza de macho.

En el plumaje de la perdicilla piquirroja predominan los tonos pardos con veteado en negro, aunque tiene tonos castaño rojizos en las partes inferiores. Su pico y patas son rojos, lo que la diferencia del resto de perdices de la zona. Los machos tienen la cabeza negra con la garganta y listas superciliares blancas. Las hembras tienen la cabeza parda y sin manchas blancas.
Los grupos se mantienen unidos por las constantes llamadas que emiten los miembros. El canto del macho en época de cría consiste en una triple nota «kirikee-kirikee-kirikee»,

## Distribución y hábitat
Es una especie principalmente de suelo que se encuentra en los bosques de los montes. Existen dos poblaciones disjuntas ambas en la India. La subespecie blewitti se encuentra en los Satpuras y se extiende hasta el norte de los Ghats Orientales. Esta subespecie es más pequeña y clara que la nominal que se encuentra en los Ghats Occidentales (al sur de Pune), los Nilgiris y montes del sur de la India incluidos los Biligirirangans y Shevaroys.

## Comportamiento
Esta especie generalmente se encuentra en pequeños grupos de entre 8 y 10 individuos. Salen a las zonas de pasto abierto, los caminos y márgenes de las carreteras para alimentarse y darse baños de arena por las mañanas y anocheceres. Cuando huyen se dispersan en diferentes direcciones y después se vuelven a reunir emitiendo llamadas. Se cree que los machos son monógamos.
La época de cría varía según las regiones, pero generalmente es entre diciembre y marzo. Anidan en el suelo entre la vegetación. La hembra pone de 4 a 7 huevos que incuba durante 16–18 días. Los pollos son capaces de volar a edad muy temprana.